# Punta Elena
La punta Elena es una cima del macizo de las Grandes Jorasses, que está en la parte septentrional del macizo del Mont Blanc, sobre la línea fronteriza entre Italia y Francia. 
La Punta Elena es la quinta en altura, con 4.045/4.042 m s. n. m., según la lista oficial de la UIAA de los 4000 de los Alpes. Con una prominencia de 25 m no cumplía el requisito topográfico para ser considerado cima independiente, pero se determinó considerarla así por su interés alpinístico y su morfología de montaña. Está en la arista occidental, entre la punta Margherita al oeste y la Punta Croz al este. Se llega a ella en una travesía integral de las Grandes Jorasses bajándola primero y subiéndola al final, tardando entre 1 y 2 horas.
La primera ascensión a la Punta Elena fue en 1898, por Luis Amadeo de Saboya, duque de los Abruzos, quien le puso el nombre de Punta Elena en honor de Elena de Orléans, esposa de su hermano Manuel Filiberto de Saboya-Aosta, duque de Aosta. Le acompañaban en su ascensión los guías Joseph Petigax, Laurent Croux, César Ollier y el porteador Félix Ollier.
La vía por la pared norte se logró tardíamente, en el 24 y 25 de julio de 1970 por los polacos Eugeniusz Chrobak, Jacek Poreba y Wojtek Wroz; se sube estando a la derecha de la vertical de la cima, sobre terreno con dificultad de VI y roca en general frágil y expuesta a las caídas de hielo y piedra. Hubo una segunda vía polaca, abierta en el año 1975 por Kukuzka.